# Comuna Bubuieci, Chișinău
Comuna Bubuieci este o comună din municipiul Chișinău, Republica Moldova. Este formată din satele Bubuieci (sat-reședință), Bîc și Humulești.

## Demografie
Conform datelor recensământului din 2014, comuna are o populație de 8.047 de locuitori. La recensământul din 2004 erau 6.748 de locuitori.

## Administrație și politică
Componența Consiliului local Bubuieci (17 consilieri), ales la 5 noiembrie 2023, este următoarea:
|  | Partid                                       | Consilieri | Componență | Componență | Componență | Componență | Componență | Componență | Componență | Componență |
|  | -------------------------------------------- | ---------- | ---------- | ---------- | ---------- | ---------- | ---------- | ---------- | ---------- | ---------- |
|  | Mișcarea Alternativa Națională               | 8          |            |            |            |            |            |            |            |            |
|  | Partidul Acțiune și Solidaritate             | 6          |            |            |            |            |            |            |            |            |
|  | Partidul Liberal                             | 2          |            |            |            |            |            |            |            |            |
|  | Mișcarea Profesioniștilor „Speranța-Nadejda” | 1          |            |            |            |            |            |            |            |            |